# Nicolás Benegas
Gabriel Nicolás Benegas (Eldorado, 1º marzo 1996) è un calciatore argentino, attaccante del Dep. Riestra in prestito dal Def. de Belgrano.

## Caratteristiche tecniche
È un centravanti.

## Carriera
Cresciuto nelle giovanili del Boca Juniors, ha debuttato il 1º maggio 2015 in un match perso 1-0 contro l'Argentinos Juniors.

## Statistiche

### Presenze e reti nei club
Statistiche aggiornate all'8 ottobre 2018.
| Stagione        | Squadra         | Campionato      | Campionato | Campionato | Coppe nazionali | Coppe nazionali | Coppe nazionali | Coppe continentali | Coppe continentali | Coppe continentali | Altre coppe | Altre coppe | Altre coppe | Totale | Totale | Totale |
| Stagione        | Squadra         | Comp            | Pres       | Reti       | Comp            | Pres            | Reti            | Comp               | Pres               | Reti               | Comp        | Pres        | Reti        | Pres   | Reti   |        |
| --------------- | --------------- | --------------- | ---------- | ---------- | --------------- | --------------- | --------------- | ------------------ | ------------------ | ------------------ | ----------- | ----------- | ----------- | ------ | ------ | ------ |
| 2016            | Boca Juniors    | PD              | 4          | 0          | CA              | 0               | 0               | CL                 | 0                  | 0                  |             | -           | -           | 4      | 0      |        |
| 2016-2017       | Quilmes         | PD              | 18         | 1          | CA              | 2               | 0               |                    | -                  | -                  |             | -           | -           | 20     | 1      |        |
| 2017-2018       | San Martín (T)  | PD              | 12         | 0          | CA              | 0               | 0               |                    | -                  | -                  |             | -           | -           | 12     | 0      |        |
| 2018-2019       | Brown (A)       | BN              | 6          | 0          | CA              | 3               | 0               |                    | -                  | -                  |             | -           | -           | 9      | 0      |        |
| Totale carriera | Totale carriera | Totale carriera | 40         | 1          |                 | 5               | 0               |                    | 0                  | 0                  |             | -           | -           | 45     | 1      |        |